# Rozella laevis
Rozella laevis är en svampart som beskrevs av Karling 1942. Rozella laevis ingår i släktet Rozella och riket svampar.   Inga underarter finns listade i Catalogue of Life.